# Parvimolge townsendi
Parvimolge townsendi — вид хвостатих земноводних родини безлегеневих саламандр (Plethodontidae).

## Поширення
Ендемік Мексики. Мешкає в штатах Веракрус і на сході Пуебли. Населяє хмарні ліси та дубові гірські ліси. Зазвичай їх можна знайти серед бромелієвих або на землі  на висотах від 800 до 1900 м над рівнем моря. 

## Опис
Parvimolge townsendi має тіло до 50 мм завдовжки, половина з яких припадає на хвіст. Тіло подовжене і міцне. Короткі кінцівки. Спина темно-зелена з чорнуватими плямами у формі V. Черево чорне.